# Conan the Barbarian (film 2011)
Conan the Barbarian è un film del 2011 diretto da Marcus Nispel.
Il protagonista del film è Conan il barbaro, personaggio creato da Robert E. Howard. Il film è un reboot del franchise dedicato al personaggio, uscito negli Stati Uniti il 19 agosto 2011, disponibile anche in 3-D.

## Trama
Conan nasce in guerra, in quanto sua madre, ferita, lo partorisce nel bel mezzo di una battaglia grazie un parto cesareo attuato dal padre del bimbo; la donna poi muore e Conan cresce sotto le cure del padre, che lo fa diventare un guerriero.
Secondo una profezia, un uomo tenterà di ripristinare la maschera di un demone cercandone tutte le parti e incollandole col sangue di una donna diretta discendente di Acheron: l'uomo in questione è lo spietato e tirannico signore della guerra Khalar Zym, che uccide il padre di Conan davanti agli occhi del ragazzo e più tardi, aiutato dalla figlia e sanguinaria strega guerriera Marique, tenterà di fare lo stesso con un Conan ormai uomo.
La ragazza dal sangue puro viene individuata in Tamara, una giovane e affascinante sacerdotessa di cui Conan si innamorerà e che salverà da morte certa uccidendo prima Marique e poi suo padre. Compiuta l'impresa Conan torna in ciò che è rimasto del suo villaggio natìo, in cui riconosce la fucina con cui venne forgiata la sua spada, dono del padre.

## Produzione
Già negli anni novanta si parlava di un possibile terzo capitolo dedicato a Conan dopo Conan il barbaro e Conan il distruttore, entrambi interpretati da Arnold Schwarzenegger, ma il progetto non si realizzò.
La Warner Bros. lavorò al film per 7 anni, finché alla fine non decise di vendere i diritti del film che furono in seguito acquistati dalla Millennium Films con l'intenzione di ideare un film fedelissimo ai romanzi di Robert E. Howard.
Dopo l'uscita di John Rambo, la Nu Image Films, la Millennium e la Lionsgate si accordarono per la realizzazione del film e incaricarono Thomas Dean Donnelly e Joshua Oppenheimer per scrivere la sceneggiatura. Il budget stanziato era di circa $100 milioni. Nel 2008 Robert Rodriguez era entrato in trattative per produrre il film. Successivamente, Dirk Blackman e Howard McCain furono incaricati di riscrivere la sceneggiatura.
Nel novembre 2008, Brett Ratner rivelò di essere stato ingaggiato per la regia del film. Tuttavia, il regista dovette rinunciare al progetto:
Venne, in seguito, scelto Marcus Nispel come regista. Sean Hood venne, poi, assunto per riscrivere la sceneggiatura.
Prima di Conan the Barbarian, gli autori avevano intitolato la pellicola Conan 3D.
Nella versione in lingua originale del film, la voce del narratore è dell'attore Morgan Freeman. Una delle spade di Ron Perlman presenti nel film è stata utilizzata dall'attore anche nel suo precedente lavoro, L'ultimo dei templari.

### Casting
Nel gennaio 2010, Jason Momoa è stato scelto per il ruolo di Conan. Leo Howard interpreta Conan da bambino nei primi 15 minuti del film. Per la parte del padre di Conan, Corin, era entrato in trattative Mickey Rourke che poi ha rifiutato il ruolo. Al suo posto è stato scelto Ron Perlman nel marzo 2010. Bob Sapp interpreta Ukafa, Rachel Nichols interpreta Tamara (spalla del protagonista), Stephen Lang interpreta Khalar Zym mentre Rose McGowan interpreta Marique descritta "mezza umana e mezza strega cattiva".
Dolph Lundgren aveva parlato ai produttori nel novembre 2009 per un ruolo non specificato.

### Riprese
Le riprese sono cominciate in Bulgaria il 15 marzo 2010 dove si sono svolte ai Nu Boyana Film Studios e nelle seguenti località: Bolata, Pobiti kamăni, Bistritsa, Sofia, Zlatnite Mostove, Pernik e Vitosha.

## Distribuzione
Il primo trailer esteso è stato diffuso da Yahoo! il 4 maggio 2011, mentre il trailer italiano è stato distribuito da 01 Distribution l'11 luglio.
Conan the Barbarian è uscito il 17 agosto 2011 in Francia, Belgio, Islanda e nelle Filippine. Successivamente è uscito in Australia, Italia e Israele il 18 agosto e negli Stati Uniti, in Canada e in Spagna il 19 agosto. In Svizzera è uscito il 23 agosto, mentre in Inghilterra il 26 agosto così come nei restanti paesi.

## Accoglienza

### Critiche
Il film ha ricevuto critiche negative. Sul sito americano Rotten Tomatoes l'indice di gradimento è 25% su 152 recensioni, mentre su Metacritic è 36% su 29 recensioni.

### Incassi
Negli Stati Uniti ha avuto nel suo weekend d'apertura un incasso di 10.000.000$ "superando" il film con Arnold Schwarzenegger Conan il barbaro.
Sulla lunga distanza però il film si ferma a 48 milioni di dollari di incasso totale nel mondo, mentre il primo Conan il barbaro arrivò a 68 milioni (del 1982, che proporzionati all'incasso del 2011 sono comunque superiori a quelli di questo remake).